# Musée d'Art et d'Histoire de Baugé
Le Musée d’art et d’histoire de Baugé est un musée situé sur la commune de Baugé dans le département de Maine-et-Loire en France.
Situé dans le château de Baugé et labellisé Musée de France, il possède des collections très variées : numismatique, armes et céramiques anciennes ainsi qu’un petit cabinet de curiosités paléontologiques et ethnologiques.
Le musée se trouve dans une aile du château du Roi René, datant du XVe siècle et classé monument historique. 

## Historique
Le musée fut créé en 1905 à la suite de l’appel au don du maire de Baugé. Le 3 mars 1905, le maire de Baugé, M. Brion, décide en conseil municipal la création d’un musée dans la partie du vieux château rétrocédé à la ville par le département en 1901. Un appel au don est lancé par voie de presse, ainsi que sous forme de « circulaire » adressés à tous les maires de l’arrondissement, les notables locaux et personnalités des « arts et lettres » tels que le peintre Alexis Axilette, le sculpteur Jules Desbois ou encore le journaliste Joseph Denais.
Grâce à la générosité des premiers donateurs, puis de ceux qui au long du XXe siècle ont contribué à l’enrichissement des collections, le musée d’art et d’histoire poursuit son rôle de « témoin et passeur d’histoire ». De riches collections de numismatiques, de céramiques et d’armes sont ainsi données à la ville, notamment celles de Messieurs Bariller, Beldent et Manceau. Elles sont complétées d’un peu de mobilier, objets relevant d’arts et traditions populaires, de curiosités et de quelques peintures et sculptures. 
Situé au cœur du Baugeois, ce musée est un témoin de son patrimoine. 